# 东仪路站
东仪路站是西安地铁8号线的一座车站，位于中华人民共和国陕西省西安市雁塔区丈八东路与东仪路交叉口，因与车站相交的东仪路得名，而道路名称来源于沿路的东仪科工集团。

## 车站结构
东仪路站为地下二层岛式站台车站。本站原计划作为8号线与11号线的换乘站，设计为T字节点换乘，但目前规划变动，11号线走向更改，尚未有其它线路经过本站。
| 地面              | 出入口 | A-D出入口                                                                                         |
| 地下一层          | 站厅   | 客务中心、自动售票机、长安通自助机                                                                |
| 地下二层          | 站台   | \| \| \| █ 8号线内环（安化门） \| \| 島式 · 開左邊车门 \| \| \| \| \| \| █ 8号线外环（电视塔） \| |
|                   |        | █ 8号线内环（安化门）                                                                             |
| 島式 · 開左邊车门 |        |                                                                                                   |
|                   |        | █ 8号线外环（电视塔）                                                                             |

## 公共艺术
车站提取精密智造科技线形作为空间设计元素，以“律芯联动智创未来”为设计主题，结合柱面天花营造“纽带”效果，增加空间视觉吸引力和连接感，打造出现代、创新且具有科技感的地下交通空间。

## 出入口
本站共设有4个出入口。
|      |                                                    |      |
| 编号 | 指示                                               | 图片 |
| A    | 丈八东路（北）、东仪路（西）                       |      |
| B    | 丈八东路（南）、东仪路（西）                       |      |
| C    | 丈八东路（南）、东仪路（东）                       |      |
| D    | 丈八东路（北）、东仪路（东）、西安石油大学明德校区 |      |

## 历史

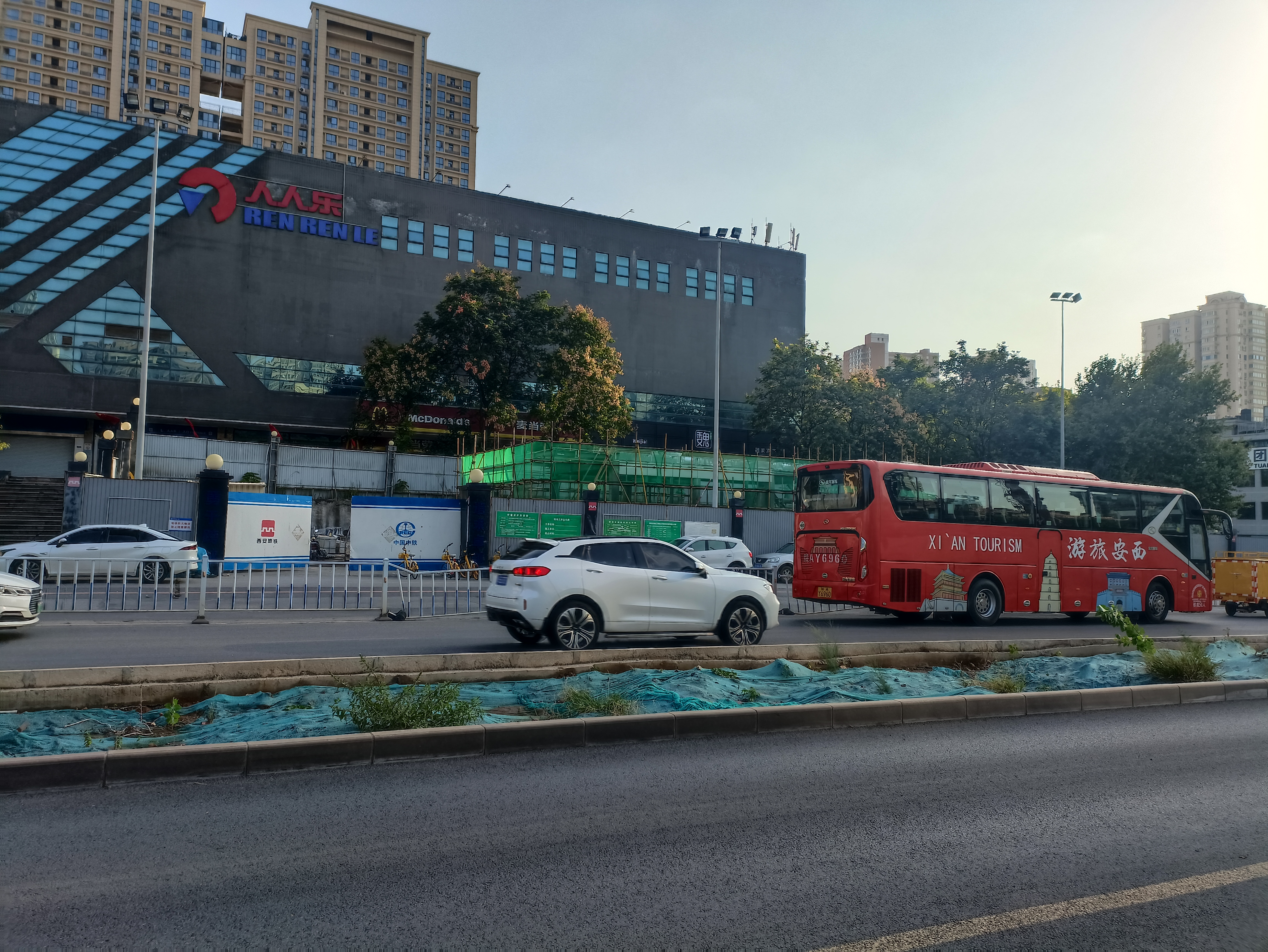
东仪路站工地，2024年9月

- 2024年12月26日，车站随8号线通车启用[4]。